# آب‌انبار حکیم
آب‌انبار حکیم آب‌انباری است بزرگ در محلهٔ راه چمان قزوین، واقع در انتهای بازارچه سپه و بانی آن حاج میرزا حکیم است. کتیبهٔ دارد به رنگ سفید در کاشی بنفش که در آن تاریخ ۱۲۴۴ ه‍.ق آمده و اشعار آن را جوهری شاعر معروف رثائی که اهل هرات و ساکن قزوین بوده، سروده‌است.
آب‌انبار دارای سی و پنج پله سنگی بوده و مخزن آن از شفته آهک با روکش ساروج ساخته شده‌است. مخزن آن گنجایش ۹۰۰ متر مکعب آب را دارد. در مقابل سر در این آب‌انبار، سقاخانه ای هم‌زمان با آب‌انبار شکل گرفته‌است.
آب‌انبار حکیم به شماره ۱۳۳۶ به ثبت تاریخی رسیده‌است.